# Адріан Шультгайсс
Адріан Шультгайсс (також Шультхайсс; швед. Adrian Schultheiss; *11 серпня 1988, Кунґсбака, Гетеборзька агломерація, Швеція) — шведський фігурист, що виступає у чоловічому одиночному фігурному катанні.
Чемпіон Швеції з фігурного катання (2006 рік), переможець Чемпіонату Північних країн (2006 рік), неодноразовий учасник Чемпіонатів Європи і світу з фігурного катання — найкраще досягнення на європейській першості — 6-те місце у 2008 році; на світовій першості — 13-те місце на ЧС-2008.
Адріан Шультгайсс у теперішній час — це фігурист, що рухає європейське (і світове) чоловіче фігурне катання уперед. Постановки програм Адріана, у яких він бере безпосередню участь, відзначаються оригінальністю, використанням сучасної музики. Спортсмен також робить акцент на технічній стороні виконання стрибків. Саме стрибки і нетрадиційна, «ламана» (на думку ряду фахівців), хореографія визначають катання Шультгайсса, водночас інші спеціалісти резонно підмічають, що поставити програму, яка здається, начебто без чіткої, або дуже з простою (позірно) хореографією, зате з яскравим і ясним сюжетом, плюс з «розписаними», тобто грамотно розставленими технічними елементами, фактично навіть складніше, ніж зробити це, використовуючи традиційні шаблони.

## Біографія
Адріан Шультгайсс дуже рано став на ковзани — у 3-річному віці (1991 рік).
Першим великим успіхом спортсмена став дебютний виступ у дорослих змаганнях у сезоні 2004/2005 — «срібло» Чемпіонату Північних країн. У цьому ж сезоні Адріан підтвердив звання чемпіона Швеції з фігурного катання серед юніорів.

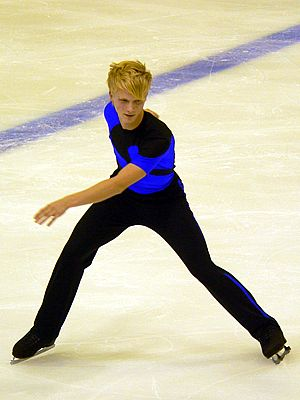
Адріан Шультгайсс на «Croatia Cup»-2005

У наступному сезоні (2005/2006) Адріан виграв один з етапів юніорського Гран-Прі («Croatia Cup»-2005), а на ще іншому був срібним призером, відібравшись таким чином до Фіналу, де посів невисоке 9-те місце. Потому Шультгайсс тріумфально виграв Чемпіонат Північних країн і ще більш несподівано Національну першість Швеції з фігурного катання, вирвавши «золото» в досвідченішого колеги по збірній Швеції і багаторічного її лідера Кристофера Бернтссона. Однак рішенням Національної Федерації Шультгайсс поїхав лише на Європейську першість з фігурного катання того року (і посів там 20-те місце), де Швеція завдяки виступу того ж Бернтссона у 2005 році (10-те місце) мала квоту з 2 представників, а на серйозніші старти сезону (ЧС-2006 і ХХ Зимова Олімпіада) вирушив Бернтссон.
У сезоні 2006/2007 Шультгайсс був срібним призером і на Чемпіонаті Північних країн, і на внутрішньошведській першості з фігурного катання. На юніорському Чемпіонаті світу з фігурного катання 2007 року показав 14-й результат, а на дорослих найпрестижніших змаганнях участі не брав через малу квоту збірної Швеції.
У сезоні 2007/2008 Адріан виграв турнір «Золотий ковзан Загреба», а на Чемпіонаті Швеції з фігурного катання знову посів 2-ге місце, але оскільки на торішніх ЧЄ Бернтссон знову замкнув чільну 10-ку, а на Чемпіонаті світу взагалі став 9-м, Шультгайсс вирушив у складі Збірної Швеції на обидва турніри 2008 року, де показав найвищі свої досягнення дотепер і посів сенсаційно високі позиції — в обох випадках випередивши колегу по збірній рівно на одне місце — 6-й на Чемпіонаті Європи (Бернтссон — 7-й), 13-й на Чемпіонаті світу (Бернтссон — 14-й). Завдяки чудовим виступам шведських одиночників у цьому сезоні на наступний Швеція отримала 3 представники на Європейській першості з фігурного катання, і 2 — на світовій.
Однак сезон 2008/2009 не заладився у Адріана — він уперше взяв участь у 2 етапах серії Гран-Прі (на обох був 7-м), з Чемпіонату Швеції знявся через травму, а на найсерйозніших стартах сезону показав однакові результати — 18-ті місця (на ЧЄ-2009 поступившись Бернтссону, який став 8-м, а на ЧС-2009 випередивши його на 2 позиції — Бернтссон фінішував аж 20-м), в результаті чого Швеція втратила свої збільшені квоти на першості Європи і світу наступного сезону, а на XXI Зимову Олімпіаду країна отримала лише 1-ну олімпійську ліцензію.
Сезон 2009/2010 почався для Адріана з участі у 2 етапах серії Гран-Прі — «Cup of Russia» (6-те місце) і «Skate America» (7-ме місце), Національну першість з фігурного катання Швеції Шультгайсс уже традиційно (втреттє) програв старшому і досвідченішому колезі по збірній Бернтссону, і тому доля єдиної олімпійської ліцензії вирішувалась за місяць до Ігор — на Чемпіонаті Європи з фігурного катання 2010 року, де, втім обидва шведи виступили настільки невдало — 12-й Шультгайсс і 15-й Бернтссон, що наступного року (2011) Швеція «на Європі» буде представлена лише одним фігуристом, однак оскільки Адріан був вищий, на Олімпіаду у Ванкувері поїхав са́ме він. На олімпійському турнірі одиночників Шультгайссу вдалося підтвердити свою непередбачуваність — «провальний» у короткій (22-й, заледве пробившись у довільну), у довільній Адріан показав чудовий прокат, поліпшивши свій персоналбест, як у довільній, так і загальний (13-й результат у довільній на змаганнях), і, таким чином, вибравшись з глибини таблиці у її середину — 15-те місце на Олімпіаді. Сезон 2009/2010 закріплює за Адріаном Шультгайссом репутацію міцного «європейського середнячка», що здатний дивувати (12 «на Європі» і 15-й на Олімпіаді).

## Інше
У сезоні 2008/2009 Адріан Шультгайсс у літній підготовчий період тренувався у відомій американській базі-школі фігурного катання у Гакенсаці, безпосередньо в сезон — у рідному Гетеборзі.
Адріан — всебічно розвинута і цікава особистість. З-поміж його інтересів і хобі — рептилії, комп'ютер, кіно.

## Спортивні досягнення

### після 2004 року
| Змагання / Сезони                                  | 2004/2005 | 2005/2006 | 2006/2007 | 2007/2008 | 2008/2009 | 2009/2010 |
| -------------------------------------------------- | --------- | --------- | --------- | --------- | --------- | --------- |
| Зимові Олімпійські ігри                            |           |           |           |           |           | 15        |
| Чемпіонати світу з фігурного катання               |           |           |           | 13        | 18        |           |
| Чемпіонати Європи з фігурного катання              |           | 20        |           | 6         | 18        | 12        |
| Чемпіонати світу з фігурного катання серед юніорів | 13        | 16        | 14        | 18        |           |           |
| Чемпіонати Північних країн з фігурного катання     | 2         | 1         | 2         |           |           |           |
| Чемпіонати Швеції з фігурного катання              | 1 J.      | 1         | 2         | 2         | WD        | 2         |
| Етапи Гран-Прі: «NHK Trophy»                       |           |           |           |           | 7         |           |
| Етапи Гран-Прі: «Cup of Russia»                    |           |           |           |           |           | 6         |
| Етапи Гран-Прі: «Skate America»                    |           |           |           |           | 7         | 7         |
| Турніри «Золотий ковзан Загреба»                   |           |           |           | 2         | 6         | 3         |
| Фінал юніорського Гран-Прі                         |           | 9         |           |           |           |           |
| Етапи юніорського Гран-Прі, Болгарія               |           |           |           | 6         |           |           |
| Етапи юніорського Гран-Прі, Австрія                |           |           |           | 4         |           |           |
| Етапи юніорського Гран-Прі, Чехія                  |           |           | 5         |           |           |           |
| Етапи юніорського Гран-Прі, Норвегія               |           |           | 6         |           |           |           |
| Етапи юніорського Гран-Прі, Хорватія               |           | 1         |           |           |           |           |
| Етапи юніорського Гран-Прі, Андорра                |           | 2         |           |           |           |           |
| Етапи юніорського Гран-Прі, США                    | 6         |           |           |           |           |           |
| Етапи юніорського Гран-Прі, Німеччина              | 6         |           |           |           |           |           |

### до 2004 року
| Змагання / Сезони                                  | 1999/2000 | 2000/2001 | 2001/2002 | 2002/2003 | 2003/2004 |
| -------------------------------------------------- | --------- | --------- | --------- | --------- | --------- |
| Чемпіонати світу з фігурного катання серед юніорів |           |           |           | 19        | 23        |
| Чемпіонати Швеції з фігурного катання              | 3 N.      |           | 1 N.      | 2 J.      | 1 J.      |
| Етапи юніорського Гран-Прі, Польща                 |           |           |           |           | 10        |
| Етапи юніорського Гран-Прі, Болгарія               |           |           |           |           | WD        |
| Етапи юніорського Гран-Прі, Італія                 |           |           |           | 17        |           |

- N = дитячий рівень (рівень новачків); J = юніорський півень; WD = знявся зі змагань